# Cervera del Llano
Cervera del Llano ist eine Gemeinde (Municipio) und ein Dorf mit 209 Einwohnern (Stand: 2024) in der Provinz Cuenca in der Autonomen Region Kastilien-La Mancha. 

## Lage
Cervera del Llano liegt etwa 37 Kilometer südsüdwestlich von Cuenca in einer Höhe von ca. 900 m. Durch die Gemeinde führt die Autovía A-3.

## Bevölkerungsentwicklung
| 1970 | 1981 | 1991 | 2001 | 2011 | 2021 |
| ---- | ---- | ---- | ---- | ---- | ---- |
| 639  | 417  | 360  | 305  | 269  | 217  |

## Sehenswürdigkeiten

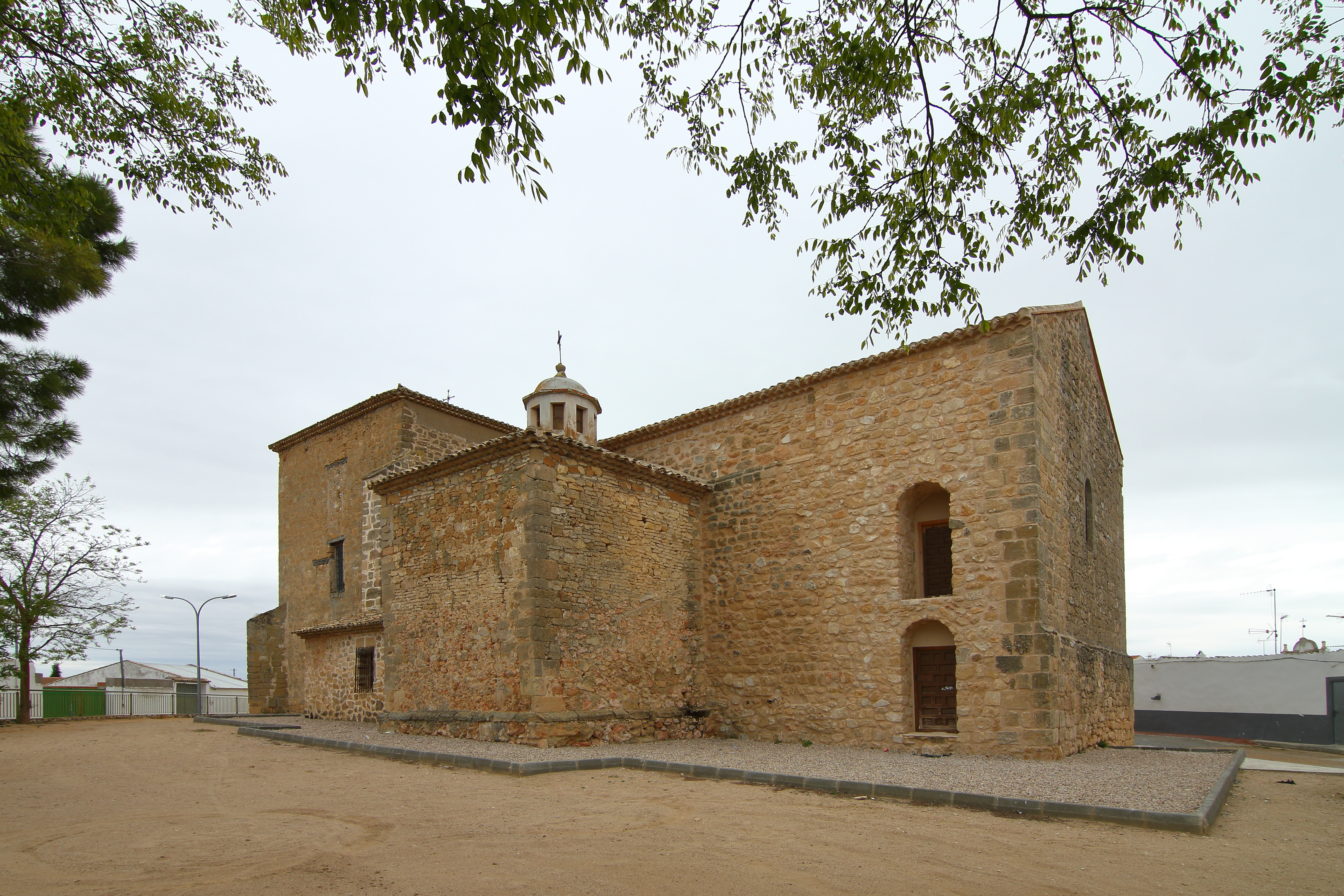
Peterskirche
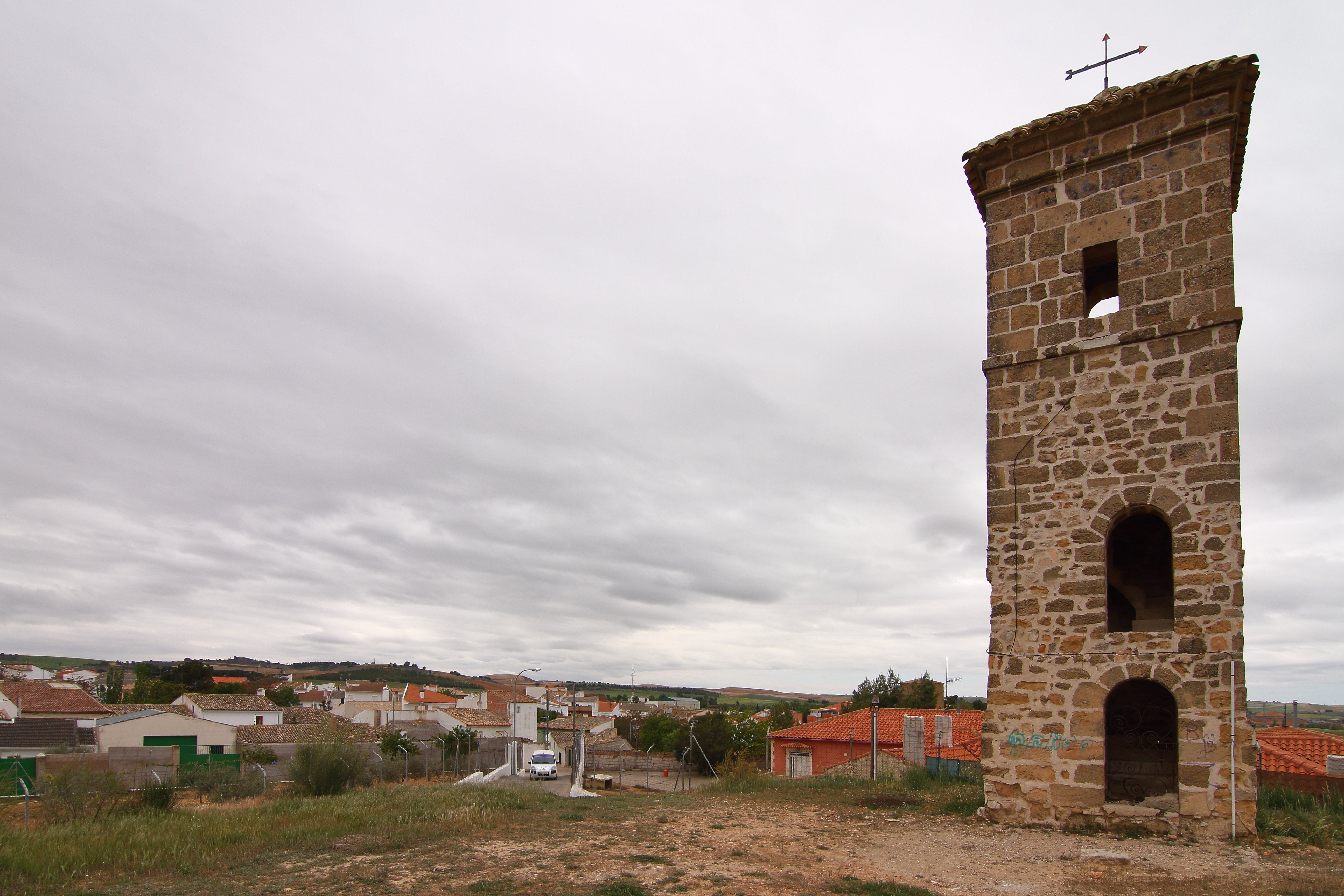
Tiburziuskapelle
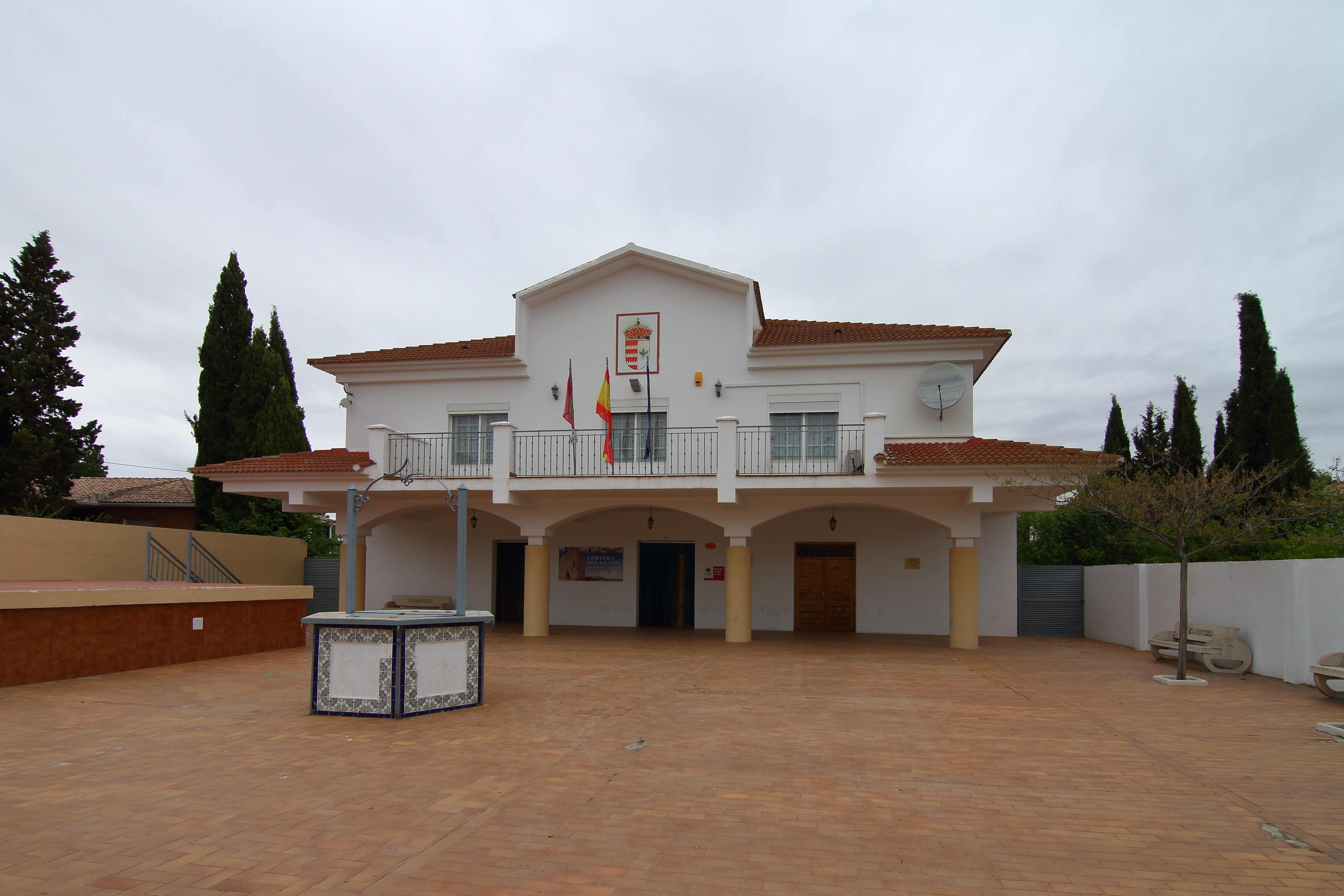
Rathaus

- Peterskirche
- Tiburziuskapelle
- Rathaus